# Малеева, Нина Михайловна
Нина Михайловна  Малеева (1917 — ????) — передовик советского сельского хозяйства, звеньевая зернового совхоза «Тихорецкий» Министерства совхозов СССР, Тихорецкий район Краснодарского края. Герой Социалистического Труда (11.02.1949).

## Биография
Родилась в 1917 году в станице Фастовецкой Кавказского отдела Кубанской области, ныне Тихорецкого района Краснодарского края в казачьей семье. Русская.
После окончания сельскохозяйственного техникума работала бригадиром – садоводом.
Участница Великой Отечественной войны.
С 1944 года работала звеньевой отделения № 1 зерносовхоза «Тихорецкий» Краснодарского края.
По итогам работы в 1948 году звеном Н.М.Малеевой получен урожай пшеницы 32,3 центнера с гектара на площади 20 гектаров.
Указом Президиума Верховного Совета СССР от 11 февраля 1949 года за получение высоких урожаев пшеницы в 1948 году Малеевой Нине Михайловне присвоено звание Героя Социалистического Труда с вручением ордена Ленина и золотой медали «Серп и Молот». 
Этим же указом высокого звания были удостоены ещё 12 тружеников зерносовхоза «Тихорецкий», в том числе его директор П. Т. Коноплёв. Однако 
Приговором Краснодарского краевого суда от 28 апреля 1950 года П.Т.Коноплёв и бывший управляющий отделением совхоза С. И. Макогон за фальсификацию были осуждены к 10 годам исправительно-трудовых лагерей (ИТЛ). и Указом Президиума Верховного Совета СССР  от 26 декабря 1950 года Коноплёв, Пётр Тимофеевич лишён звания Героя Социалистического Труда: золотой медали «Серп и Молот» и ордена Ленина (11.02.1949, №84490).
Позже Малеева возглавляла бригаду садоводов. Участница Выставки достижений народного хозяйства в 1954 году.
Проживала в родной станице Фастовецкой. Сведений о дальнейшей судьбе нет.

## Награды
- Медаль «Серп и Молот» (11.02.1949);
- Орден Ленина (11.02.1949).

- Медаль «За трудовую доблесть»
- Медаль «В ознаменование 100-летия со дня рождения Владимира Ильича Ленина» (6 апреля 1970)
- Медаль «Ветеран труда»
- медали ВДНХ СССР
- и другими

- Отмечена грамотами и дипломами.